# Universität N’Djamena
Die Universität N’Djamena (arabisch جامعة انجامينا, französisch Université de N'Djamena) ist die einzige Universität im Tschad.
Sie wurde im Jahre 1971 als die Universität des Tschad gegründet und im Jahre 1994 in Universität von N'Djamena umbenannt. Während des Bürgerkriegs in den Jahren 1979 bis 1983 war der Lehrbetrieb an der Universität unterbrochen. Ursprünglich für lediglich 700 Studenten konzipiert, werden dort heute etwa 26.349 Studenten ausgebildet.
Die Universität ist Mitglied der Internationalen Universitätenvereinigung.

## Fakultäten und Doktoratsschulen

### Fakultäten
Die Universität besitzt sieben Fakultäten, mit 37 Abteilungen. 565 Dozenten unterrichten 26349 Studenten.
- Fakultät für Rechts- und Politikwissenschaften
- Fakultät für Wirtschaftswissenschaften und Management
- Fakultät für Humangesundheitswissenschaften
- Fakultät für exakte und angewandte Wissenschaften
- Fakultät für Human- und Sozialwissenschaften
- Fakultät für Erziehungswissenschaften
- Fakultät für Sprachen, Buchstaben, Kunst und Kommunikation

### Doktoratsschulen
- Doktoratsschule für technische Wissenschaften und Umwelt
- Doktoratsschule für Buchstaben und Humanwissenschaften

## Bisherige Universitätsrektoren
- 1991: Tom Erdimi
- 1994: Zozabe Issaya
- 1996: Khalil Alio
- 1997: Yokabdjim Mandigui
- 2002: Mbailao Mbaiguinam
- 2004: Tagui Guelbaye
- 2005: Rodoumta Koina
- 2008: Malloum Soultan
- 2024: Mahamat Saleh Daoussa Haggar

## Partneruniversitäten

### Zentralafrika
- Universität Dschang, Kamerun
- Universität Maroua, Kamerun
- Universität Ngaoundéré, Kamerun
- Universität Yaoundé I, Kamerun
- Universität Yaoundé II, Kamerun
- Universität Brazzaville, Republik Kongo
- Universität Bangui, Zentralafrikanische Republik

### Westafrika
- Université Cheikh Anta Diop de Dakar, Senegal
- Université Gaston Berger, Senegal
- Joseph-Kizerbo-Universität, Burkina Faso
- Universität Félix Houphouët-Boigny, Elfenbeinküste
- Université d’Abomey-Calavi, Benin

### Nordafrika
- Universität Andourman, Sudan
- Universität Alexandria, Ägypten

### Europa
- Universität Orléans, Frankreich
- Universität Poitiers, Frankreich

### Asien
- Karabük-Universität, Türkei
- Tokat-Universität, Türkei